# Пендерграс (Џорџија)
Пендерграс (Џорџија) (енгл. Pendergrass) град је у америчкој савезној држави Џорџија. По попису становништва из 2010. у њему је живело 422 становника.

## Демографија
Према попису становништва из 2010. у граду је живело 422 становника, што је 9 (2,1%) становника мање него 2000. године.
| Група             | 2000.       | 2010.       |
| Белци             | 407 (94,4%) | 371 (87,9%) |
| Афроамериканци    | 0 (0,0%)    | 17 (4,0%)   |
| Азијати           | 0 (0,0%)    | 3 (0,7%)    |
| Хиспаноамериканци | 18 (4,2%)   | 16 (3,8%)   |
| Укупно            | 431         | 422         |